# Lista siturilor arheologice din județul Hunedoara - I
Lista siturilor arheologice din județul Hunedoara - I conține toate siturile arheologice din județul Hunedoara înscrise în Repertoriul Arheologic Național (RAN) și aflate în localități al căror nume începe cu litera I. RAN este administrat de Ministerul Culturii și Patrimoniului Național și cuprinde date științifice, cartografice, topografice, imagini și planuri, precum și orice alte informații privitoare la zonele cu potențial arheologic, studiate sau nu, încă existente sau dispărute.
Puteți căuta un sit din localitățile care încep cu litera I folosind formularul de mai jos sau puteți naviga prin toate siturile din județ la Lista siturilor arheologice din județul Hunedoara.
| Cod RAN                                | Denumire                                                                           | Localitate                 | Adresă             | Datare    | Descoperit | Coordonate                                   | Imagine           | Erori            |
| -------------------------------------- | ---------------------------------------------------------------------------------- | -------------------------- | ------------------ | --------- | ---------- | -------------------------------------------- | ----------------- | ---------------- |
| 89865.01 (Cod LMI: HD-II-m-A-03353)    | Conacul Bethlen de la Ilia (Categorie: construcție) (Tip: conac)                   | sat Ilia, comuna Ilia      | Str. Libertății 69 | sec. XVII |            | 45°55′55″N 22°39′39″E / 45.9319°N 22.66093°E | Încărcați imagine | Raportați eroare |
| 89856.01.01 (Cod LMI: HD-II-m-A-03353) | Conacul Bethlen de la Ilia / ansamblu anonim (Categorie: construcție) (Tip: Conac) | sat Ilia, comuna Ilia      | Str. Libertății 69 | sec. XVII |            | 45°55′55″N 22°39′39″E / 45.9319°N 22.66093°E | Încărcați imagine | Raportați eroare |
| 87237.01.01                            | Mina de aur Iscroni / ansamblu anonim (Categorie: exploatare/carieră) (Tip: Mină)  | sat Iscroni, oraș Aninoasa |                    | romană    |            |                                              | Încărcați imagine | Raportați eroare |